# Ponto genérico
Em matemática, nos campos da topologia geral e particularmente da geometria algébrica, um ponto genérico P de um espaço topológico X é um meio algébrico de entender-se a noção de uma propriedade genérica: a propriedade genérica é uma propriedade do ponto genérico.

## Definição
Formalmente, um ponto genérico é um ponto P tal que cada ponto Q de X é uma especialização de P, no sentido de (pre)ordem de especialização (ou conjunto pré-ordenado): o fecho de P é o conjunto inteiro: ele é denso.
Este conceiro é somente não trivial para espaços que não são espaços de Hausdorff, porque um espaço de Hausdorff com um ponto genérico P pode somente ser o conjunto unitário {P}. A terminologia surge do caso da topologia de Zariski de variedades algébricas. Por exemplo, ter um ponto genérico é critério para ser um conjunto irredutível.